# Amomum mizoramense
Amomum mizoramense ist eine Pflanzenart aus der Gattung Amomum innerhalb der Familie der Ingwergewächse (Zingiberaceae). Sie kommt im nordöstlichen Indien vor.

## Beschreibung

### Vegetative Merkmale
Amomum mizoramense wächst als ausdauernde, krautige Pflanze, die Wuchshöhen von 0,5 bis 1,8 Metern erreichen kann. Die mit Durchmessern von 0,3 bis 0,5 Zentimetern schlanken Rhizome sind innen cremeweiß gefärbt, außen mit Schuppen bedeckt und bilden Ausläufer. Die außen flaumig behaarten Schuppen sind bei einer Länge von 1,5 bis 2,5 Zentimetern länglich. Von jedem Rhizom gehen mehrere schlanke Sprossachsen ab. An der Basis haben die Stängel grüne, außen flaumig behaarte Blattscheiden mit bewimperten Rändern, welche 2 bis 2,3 Zentimeter breit sind und ein gerundetes oberes Ende haben. Die ledrigen und kahlen Blatthäutchen sind 0,2 bis 0,3 Zentimeter lang mit gestutztem bis ausgerandetem oberes Ende.
Jeder Stängel besitzt 10 bis 20 Laubblätter. Die Laubblätter sind in Blattstiel und Blattspreite gegliedert. Der grüne Blattstiel ist 0,2 bis 0,5 Zentimeter lang und kahl. Die einfache Blattspreite ist bei einer Länge von 18 bis 25 Zentimetern und einer Breite von 3 bis 5,2 Zentimetern elliptisch bis elliptisch-lanzettlich mit keilförmiger Blattbasis und zugespitztem und eingeringeltem, bis zu 4 Zentimeter langen oberen Ende. Die Blattoberseite ist genauso wie die Blattunterseite unbehaart. Die Blattspreiten weisen an der Oberseite eine angedrückte Blattnervatur auf. Die Blattränder sind gewellt und die Mittelrippe ist kahl.

### Generative Merkmale
Die Blütezeit sowie die Fruchtreife von Amomum mizoramense umfasst die Monate März bis Juli. Unterirdisch, direkt aus dem Rhizom entwickelt sich auf einem 4 bis 10,5 Zentimeter langen Blütenstandsschaft ein Blütenstand, der 2 bis 3 Zentimeter lang ist und in dem die zahlreichen Blüten dicht zusammen stehen. Die blassbraunen, außen flaumig behaarten und papierartigen Deckblätter sind bei einer Länge von 2,5 bis 3 Zentimetern sowie einer Breite von 0,6 bis 1,8 Zentimetern verkehrt eiförmig mit stachelspitzigen oberen Ende und kahlen Rändern. Die blass rosaroten, membranartigen Vorblätter sind zu einer 1,2 bis 1,4 Zentimeter langen sowie rund 0,4 Zentimeter breiten Röhre verwachsen, welche zweifach gelappt ist. Die zwei ungleich großen Lappen haben eine abgerundete Spitze und sind an der Außenseite mit flaumigen Haaren besetzt.
Die zwittrigen Blüten sind bei einer Länge von 3,2 bis 3,5 Zentimetern zygomorph und dreizählig mit weißen bis blassgelben doppelten Perianth. Die drei außen und an der Spitze spärlich behaarten, membranartigen und weißen Kelchblätter sind röhrenförmig verwachsen und sind mit einer Länge von 1,7 bis 2 Zentimeter sowie einem Durchmesser von etwa 0,4 Zentimeter länger als die Kronröhre. Zwei der drei Kelchlappen haben eine 1 bis 1,5 Millimeter lange Stachelspitze. Die Kronblätter sind zu einer 1,3 bis 1,5 Zentimeter langen und 0,3 bis 0,4 Zentimeter breiten, an der Außenseite und der Röhrenöffnung flaumig behaarte Kronröhre verwachsen. Die drei weißen Kronlappen sind sowohl an der Außen- als auch an der Innenseite kahl. Der mittlere Kronlappen ist bei einer Länge von 1,5 bis 1,7 Zentimetern und einer Breite von 0,7 bis 0,8 Zentimetern verkehrt-eiförmig mit kapuzenartig gefalteten, stachelspitzigem oberen Ende sowie spärlich bewimperten Rändern. Die beiden seitlichen Kronlappen sind bei einer Länge von 1,5 bis 1,7 Zentimetern sowie einer Breite von 0,6 bis 0,7 Zentimetern etwas schmäler, verkehrt-lanzettlich, haben einen bewimperten unteren Rand und sind am oberen Ende an einer Seite gefaltet. Nur das mittlere der drei Staubblätter des inneren Kreises ist fertil. Das fertile Staubblatt ist 1,3 bis 1,5 Zentimeter lang und besitzt einen 0,3 bis 0,4 Zentimeter langen, meist kahlen, weißen Staubfaden. Die zwei blassgelben Hälften des flaumig behaarten Staubbeutels sind bei einer Länge von etwa 0,9 Zentimetern und einer Breite von etwa 0,1 Zentimetern länglich. Drei der Staminodien des inneren Kreises sind zu einem Labellum verwachsen. Das bei einer Länge von 1,3 bis 1,9 Zentimetern verkehrt-eiförmige Labellum ist blassgelb mit gelber und rot gesprenkelter Mitte, an der Basis der Oberseite dicht flaumig behaart und hat einen gewellten Rand. Die seitlichen Staminodien sind stark verkümmert. Drei Fruchtblätter sind zu einem dreikammerigen und 0,6 bis 0,7 Zentimeter langen und etwa 0,3 Zentimeter breiten, außen flaumig behaarten Fruchtknoten verwachsen. Jede Fruchtknotenkammer enthält zahlreiche Samenanlagen. Der 2,4 bis 2,6 Zentimeter lange Griffel ist am oberen Ende dicht flaumig behaart, aber an seiner Basis kahl. Die weiße Narbe ist bei einem Durchmesser von etwa 1 Millimeter becherförmig.
In einem 11 bis 14 Zentimeter langen Fruchtstand befinden sich fünf bis sieben Kapselfrüchte. Der Fruchtstiel ist etwa 5 Zentimeter lang. Die bei einer Länge von 1,8 bis 2 Zentimetern und einem Durchmesser von 1,5 bis 1,8 Zentimetern kugelförmigen Kapselfrüchte färben sich zur Reife rot und enthalten viele Samen. Sie besitzen eine flaumig behaarte, dicht stachelige Oberfläche. Die bei einer Länge von 3 bis 4 Millimetern sowie einem Durchmesser von 2 bis 3 Millimetern unregelmäßig geformten, dunkelbraunen Samen besitzen einen weißen Arillus.

## Vorkommen
Das natürliche Verbreitungsgebiet von Amomum mizoramense liegt in dem im nordöstlichen Indien gelegenen Bundesstaat Mizoram. Soweit bisher bekannt umfasst es dort die Distrikte Lunglei und Mamit. Dort gedeiht sie in immergrünen Wäldern.

## Taxonomie
Die Erstbeschreibung als Amomum mizoramense erfolgte 2013 durch Mamiyil Sabu, V. P. Thomas und Lalnuntluanga Vanchhawng in Nordic Journal of Botany, Band 31, Nummer 5, Seite 565. Das Artepitheton mizoramense verweist auf das Vorkommen der Art im indischen Bundesstaat Mizoram.